# 久保雅一
久保 雅一（くぼ まさかず、1959年7月25日 - ）は、日本のプロデューサー、編集者。北海道出身。
株式会社小学館取締役（国際メディア事業局担当）、株式会社小学館集英社プロダクション常務取締役、株式会社小学館ミュージック&デジタル エンタテイメント代表取締役社長、よしもとデジタルエンタテインメント取締役、日本動画協会理事。

## 略歴・人物
早稲田実業学校高等部を経て、1983年に早稲田大学教育学部教育学科教育学専修を卒業、小学館に入社。資材部に所属。
1985年7月、『てれびくん』編集部に異動。2年半在籍した後、『月刊コロコロコミック』編集部へ異動。
『月刊コロコロコミック』では、小林よしのり『おぼっちゃまくん』の担当編集者を7年ほど務める。作中での愛称は「クボちゃん」。おぼっちゃまくんの付属コーナー「おこっちゃまくん」では読者に間違いを指摘され、小林とアシスタントたちにおしおきを食らうのがお約束であった。作中において茶魔が、バーコード頭、眼鏡、ヒゲと特徴ある顔の、クボちゃんのキャラクター商品を出した事もある(コミックス『おぼっちゃまくん』第8巻掲載)。『月刊コロコロコミック』における他担当作品は「ビックリマン」「人面犬」「Mr.マリックの超魔術」など。
また『月刊コロコロコミック』で連載されていた「ゲームの鉄人」では久保をモデルとしたキャラクター「クポさん」がレギュラーとして登場しており、1995年4月号では久保本人が実写で出演している。
1993年7月に『月刊コロコロコミック』デスク、1995年7月に副編集長に就任。その後、コミック誌『コミックGOTTA』編集長に就任。
1993年以後、雑誌編集の傍らでキャラクタービジネスに携わるようになり、ミニ四駆などのブームの仕掛人となる。
1995年には、『ポケットモンスター』（以下『ポケモン』）のメディアミックス展開に携わる。久保は『コロコロコミック』誌上での『ポケモン』の人気を受け、『ポケモン』のテレビアニメ化を任天堂に提案する。任天堂側は難色を示すが、久保の再三の説得によりテレビアニメ化を了承した。アニメ化決定後は、久保・小学館がアニメ企画・製作を主導する。アニメ映画『ポケモン』では、1998年公開の1作目から2011年公開の14作目までエグゼクティブプロデューサーを務める。
1998年3月に小学館 キャラクター企画室室長に就任。
2001年の『コミックGOTTA』休刊以降は雑誌編集から離れ、映像制作に完全に軸足を移す。現在まで、小学館の関わる多数のアニメ・実写作品でプロデューサーを務めている。2014年にテレビアニメが放映され大ヒットした『妖怪ウォッチ』でもメディアミックス展開に関わっている。
小学館では、2011年7月にマルチメディア局 チーフプロデューサー、2015年5月に取締役（国際メディア事業局担当）に就任する。
2003年-2007年には知的財産戦略本部コンテンツ・日本ブランド専門調査会委員。一般社団法人日本知財学会（理事・副会長）、NPO法人エンターテインメント・ロイヤーズ・ネットワーク理事、東京国際映画祭実行委員、東京国際アニメフェア実行委員、中国・北京電影学院 客員教授、東京工業大学（現・東京科学大学）非常勤講師などを務めている。また、過去に東京理科大学知的財産専門職大学院客員教授（～2017年）、津田塾大学講師などを務めた。
2007年、第27回藤本賞を受賞。

## 政府関係
- 経済産業省コンテンツ流通促進検討会（2002年）[11]。
- 内閣府知的財産戦略本部コンテンツ専門調査会委員(2003年～2007年)[8]。
  - コンテンツ・日本ブランド専門調査会
  - コンテンツ・日本ブランド専門調査会コンテンツ企画ワーキンググループ
- 経済産業省/金沢工業大学「知財人材のスキルの明確化に関する調査研究」平成１８年３月３１日（2006年） [12]。
- 文化庁文化発信戦略に関する懇談会委員（2007年～2009年）[13]
- 経済産業省/学校法人　日本女子大学「平成20年度　海賊版対策強化事業」（自動動画検索技術を用いた海賊版実態調査研究）実証実験メンバー（2008年~2009年）[14]。
- 経済産業省/学校法人　日本女子大学「平成21年度　海賊版対策強化事業」（自動動画検索技術を用いた海賊版対策に係る調査,経済産業省委託調査研究）アドバイザー（2009年～2010年）[14]。
- 経済産業省/国立大学法人電気通信大学「平成22年度　知的財産権侵害対策ワーキング・グループ等侵害対策強化事業」（自動検索技術を用いたコミック等の静止画における知的財産権侵害対策に係る調査）有識者委員会委員（2010年~2011年）[15]。
- 経済産業省/国立大学法人電気通信大学「平成23年度知的財産権侵害対策ワーキング・グループ等侵害対策強化事業（リーチサイト及びストレージサイトにおける知的財産権侵害実態調査）」有識者委員会委員（2011年～2012年）[16]
- 芸術選奨文武科学大臣新人賞選考委員（2011年～2013年）[17]
- デジタル時代における放送制度の在り方に関する検討会 「放送・配信コンテンツ産業戦略検討チーム」（2025年～）[18]

## 学術関係
- 一般社団法人日本知財学会
  - 理事(2002年～現在)
  - 「科学技術と知的財産戦略委員会」委員（2011年～2012年）
  - 「コンテンツ・マネジメント分科会」担当理事(2009年～現在)[19]
  - 「マンガ・アニメ海賊版対策と正規版流通にかかる実態調査委員会」委員（2014年～2015年）
  - 「知財制度・判例分科会」担当理事(2014年～現在)[19]
  - 理事・副会長(2018年～現在)
- 特定非営利活動法人エンターテインメント・ロイヤーズ・ネットワーク　理事
- 東京理科大学知的財産専門職大学院客員教授（2012年～2017年）
- 北京電影学院 客員教授（現職）
- 津田塾大学非常勤講師（2016年、2018年）
- 東京工業大学（現・東京科学大学）非常勤講師(2019年～現在)

## 受賞歴
- 一般社団法人映画演劇文化協会第27回藤本賞『劇場版ポケットモンスターシリーズ製作』（2007年）[20]
- Motion Picture Association Asia-Pacific Copyright Educator (ACE) Award（2018）[21]

## 主な参加作品

### テレビシリーズ
- 爆走兄弟レッツ&ゴー!!シリーズ
  - 爆走兄弟レッツ&ゴー!!（1996年、スーパーバイザー）
  - 爆走兄弟レッツ&ゴー!!WGP（1997年、スーパーバイザー）
  - 爆走兄弟レッツ&ゴー!!MAX（1998年、スーパーバイザー）
- ポケットモンスターシリーズ
  - ポケットモンスター（1997年-2002年、企画）
  - ポケットモンスター アドバンスジェネレーション （2002年-2006年、企画）
  - ポケットモンスター ダイヤモンド&パール （2006年-2010年、企画）
  - ポケットモンスター ベストウイッシュ （2010年-2011年、企画）
- おはスタ内アニメ
  - 学級王ヤマザキ（1997年-1998年、企画）
  - ヨシモトムチッ子物語（1998年-1999年、企画）
  - 超速スピナー（1998年-1999年、企画）
  - 爆球連発!!スーパービーダマン（1999年、企画）
  - うちゅう人 田中太郎（2000年-2001年、企画）
- 学級王ヤマザキ（1997年-1999年、企画）
- よいこ（1998年-1999年、スーパーバイザー）
- KAIKANフレーズ（1999年-2000年、企画）
- ドンキーコング（1999年-2000年、企画）
- ゾイドシリーズ
  - ゾイド -ZOIDS-（1999年-2000年、企画）
  - ゾイド新世紀／ゼロ（2001年、企画）
- ビックリマン2000（1999年-2001年、企画）
- Dr.リンにきいてみて!（2001年-2002年、スーパーバイザー）
- わがまま☆フェアリー ミルモでポン!シリーズ
  - わがまま☆フェアリー ミルモでポン（2002年-2003年、スーパーバイザー）
  - わがまま☆フェアリー ミルモでポン! ごおるでん（2003年-2004年、スーパーバイザー）
  - わがまま☆フェアリー ミルモでポン! わんだほう（2004年-2005年、スーパーバイザー）
  - わがまま☆フェアリー ミルモでポン! ちゃあみんぐ（2005年、スーパーバイザー）
- 釣りバカ日誌（2002年-2003年、スーパーバイザー）
- 天使な小生意気（2002年-2003年、企画協力）
- 金色のガッシュベル!!（2003年-2006年、原作協力）
- 高橋留美子劇場（2003年、「高橋留美子劇場」製作委員会）
- モンキーターン（2004年、プロジェクトスーパーバイザー）
- MONSTER（2004年-2005年、企画）
- ギャラリーフェイク（2005年、スーパーバイザー）
- 格闘美神 武龍シリーズ
  - 格闘美神 武龍（2005年-2006年、スーパーバイザー）
  - 格闘美神 武龍 REBIRTH（2006年、スーパーバイザー）
- 史上最強の弟子ケンイチ（2006年-2007年、スーパーバイザー）
- イナズマイレブンシリーズ
  - イナズマイレブン（2008年-2011年、スーパーバイザー）
  - イナズマイレブンGO（2011年-2012年、スーパーバイザー）
  - イナズマイレブンGO クロノ・ストーン（2012年-2013年、スーパーバイザー）
  - イナズマイレブンGO ギャラクシー（2013年-2014年、スーパーバイザー）
- ダンボール戦機シリーズ
  - ダンボール戦機（2011年-2012年、スーパーバイザー）
  - ダンボール戦機W（2012年-2013年、スーパーバイザー）
  - ダンボール戦機WARS（2013年、スーパーバイザー）
- まじっく快斗（2011年-2012年、企画）
- 妖怪ウォッチシリーズ
  - 妖怪ウォッチ(2014年-2018年、スーパーバイザー ／2015年-2018年、妖怪ウォッチ製作委員会)
  - 妖怪ウォッチ シャドウサイド（2018年-2019年、スーパーバイザー）
- おまかせ!みらくるキャット団（2015年-2016年、制作統括）
- 12歳。〜ちっちゃなムネのトキメキ〜（2016年、エグゼクティブプロデューサー）
- 迷家-マヨイガ-（2016年、企画）
- マギ シンドバッドの冒険（2016年、企画）
- 斉木楠雄のΨ難（2016年・2018年、スーパーバイザー）
- 名探偵コナン エピソード“ONE” 小さくなった名探偵（2016年、製作）
- 笑ゥせぇるすまんNEW（2017年、企画）
- 覆面系ノイズ（2017年、企画）
- ガールズ×戦士シリーズ
  - アイドル×戦士 ミラクルちゅーんず!（2017年、企画）
  - 魔法×戦士 マジマジョピュアーズ!（2018年、企画）
  - ひみつ×戦士 ファントミラージュ!（2019年、企画）
- スナックワールド（2017年、スナックワールドプロジェクト）
- 100%パスカル先生（2017年、製作）
- プリプリちぃちゃん!!（2017年、製作）
- 新幹線変形ロボ シンカリオン（2018年、製作統括）
- からかい上手の高木さん（2018年、企画）
- グリムノーツ The Animation（2019年、企画）
- MIX（2019年、スーパーバイザー）
- ダンベル何キロ持てる?（2019年、製作）
- 死神坊ちゃんと黒メイド（2021年、企画）
- ダンス・ダンス・ダンスール（2022年、製作）
- オーイ! とんぼ（2024年、エグゼクティブプロデューサー）

### 劇場アニメ
- 爆走兄弟レッツ&ゴー!!WGP 暴走ミニ四駆大追跡!（1997年、エグゼクティブプロデューサー）
  - ミニ四ファイター超速プロジェクト　スイッチ・オン（1997年、企画）
- 劇場版ポケットモンスターシリーズ
  - 劇場版ポケットモンスター ミュウツーの逆襲 （1998年、エグゼクティブプロデューサー）
    - ピカチュウのなつやすみ （1998年、エグゼクティブプロデューサー）

  - 劇場版ポケットモンスター 幻のポケモン ルギア爆誕 （1999年、エグゼクティブプロデューサー）
    - ピカチュウたんけんたい （1999年、エグゼクティブプロデューサー）

  - 劇場版ポケットモンスター 結晶塔の帝王 ENTEI （2000年、エグゼクティブプロデューサー）
    - ピチューとピカチュウ （2000年、エグゼクティブプロデューサー）

  - 劇場版ポケットモンスター セレビィ 時を超えた遭遇 （2001年、エグゼクティブプロデューサー）
    - ピカチュウのドキドキかくれんぼ （2001年、エグゼクティブプロデューサー）

  - 劇場版ポケットモンスター 水の都の護神 ラティアスとラティオス （2002年、エグゼクティブプロデューサー）
    - ピカピカ星空キャンプ （2002年、エグゼクティブプロデューサー）

  - 劇場版ポケットモンスター アドバンスジェネレーション 七夜の願い星 ジラーチ （2003年、エグゼクティブプロデューサー）
    - おどるポケモンひみつ基地 （2003年、エグゼクティブプロデューサー）

  - 劇場版ポケットモンスター アドバンスジェネレーション 裂空の訪問者 デオキシス （2004年、エグゼクティブプロデューサー）
  - 劇場版ポケットモンスター アドバンスジェネレーション ミュウと波導の勇者 ルカリオ （2005年、エグゼクティブプロデューサー）
  - ポケモン3Dアドベンチャー ミュウを探せ!（2005年、エグゼクティブプロデューサー）
  - ポケモン3Dアドベンチャー2 ピカチュウの海底大冒険（2006年、エグゼクティブプロデューサー）
  - 劇場版ポケットモンスター アドバンスジェネレーション ポケモンレンジャーと蒼海の王子 マナフィ （2006年、エグゼクティブプロデューサー）
  - 劇場版ポケットモンスター ダイヤモンド&パール ディアルガVSパルキアVSダークライ （2007年、エグゼクティブプロデューサー）
  - 劇場版ポケットモンスター ダイヤモンド&パール ギラティナと氷空の花束 シェイミ （2008年、エグゼクティブプロデューサー）
  - 劇場版ポケットモンスター ダイヤモンド&パール アルセウス 超克の時空へ （2009年、エグゼクティブプロデューサー）
  - 劇場版ポケットモンスター ダイヤモンド&パール 幻影の覇者 ゾロアーク （2010年、エグゼクティブプロデューサー）
  - 劇場版ポケットモンスター ベストウイッシュ ビクティニと黒き英雄 ゼクロム・白き英雄 レシラム （2011年、エグゼクティブプロデューサー）
  - 劇場版ポケットモンスター ベストウイッシュ キュレムVS聖剣士 ケルディオ （2012年、スーパーバイザー）
    - メロエッタのキラキラリサイタル （2012年、スーパーバイザー）

  - 劇場版ポケットモンスター ベストウイッシュ 神速のゲノセクト ミュウツー覚醒 （2013年、スーパーバイザー）
    - ピカチュウとイーブイ☆フレンズ （2013年、スーパーバイザー）

  - ポケモン・ザ・ムービーXY 破壊の繭とディアンシー（2014年、スーパーバイザー）
    - ピカチュウ、これなんのカギ?（2014年、スーパーバイザー）

  - ポケモン・ザ・ムービーXY 光輪の超魔神 フーパ（2015年、スーパーバイザー、製作）
    - ピカチュウとポケモンおんがくたい（2015年、スーパーバイザー、製作）

  - ポケモン・ザ・ムービーXY&Z ボルケニオンと機巧のマギアナ（2016年、製作）
  - 劇場版ポケットモンスター キミにきめた!（2017年、製作）
  - 劇場版ポケットモンスター ココ（2020年、製作）
- 劇場版とっとこハム太郎シリーズ
  - 劇場版 とっとこハム太郎 ハムハムランド大冒険（2001年、企画）
  - 劇場版 とっとこハム太郎 ハムハムハムージャ! 幻のプリンセス（2002年、企画）
  - 劇場版 とっとこハム太郎 ハムハムグランプリン オーロラ谷の奇跡 リボンちゃん危機一髪（2003年、企画）
  - 劇場版 とっとこハム太郎 はむはむぱらだいちゅ! ハム太郎とふしぎのオニの絵本塔（2004年、企画）
- 劇場版名探偵コナンシリーズ
  - 名探偵コナン ベイカー街の亡霊（2002年、チーフプロデューサー）
  - 名探偵コナン 11人目のストライカー（2012年、「名探偵コナン」製作委員会（株式会社小学館））
  - 名探偵コナン 絶海の探偵（2013年、「名探偵コナン」製作委員会（株式会社小学館））
  - 名探偵コナン 異次元の狙撃手（2014年、「名探偵コナン」製作委員会（株式会社小学館））
  - 名探偵コナン 業火の向日葵（2015年、製作）
  - 名探偵コナン 純黒の悪夢（2016年、製作）
  - 名探偵コナン から紅の恋歌（2017年、製作）
- 爆転シュート ベイブレード THE MOVIE 激闘!!タカオVS大地（2002年、エグゼクティブプロデューサー）
- 劇場版金色のガッシュベル!!シリーズ
  - 金色のガッシュベル!! 101番目の魔物（2004年、エグゼクティブ・プロデューサー）
  - 金色のガッシュベル!! メカバルカンの来襲（2005年、エグゼクティブ・プロデューサー）
- 新暗行御史（2004年、企画）
- 劇場版デュエル・マスターズ 闇の城の魔龍凰（2005年、企画）
- ロックマンエグゼ 光と闇の遺産（2005年、企画）
- 劇場版 どうぶつの森（2006年、アソシエイトプロデューサー）
- レイトン教授と永遠の歌姫（2009年、エグゼクティブプロデューサー）
- 劇場版イナズマイレブンシリーズ
  - 劇場版イナズマイレブン 最強軍団オーガ襲来（2010年、アソシエイトプロデューサー）
  - 劇場版イナズマイレブンGO 究極の絆 グリフォン（2011年、アソシエイトプロデューサー）
  - 劇場版イナズマイレブンGO vs ダンボール戦機W（2012年、アソシエイトプロデューサー）
  - イナズマイレブン 超次元ドリームマッチ（2014年、スーパーバイザー）
- とある飛空士への追憶（2011年、「とある飛空士への追憶」製作委員会）
- ルパン三世VS名探偵コナン THE MOVIE（2013年、エグゼクティブプロデューサー）
- 映画 妖怪ウォッチシリーズ
  - 映画 妖怪ウォッチ 誕生の秘密だニャン!（2014年、アソシエイトプロデューサー）
  - 映画 妖怪ウォッチ エンマ大王と5つの物語だニャン!（2015年、製作）
  - 映画 妖怪ウォッチ 空飛ぶクジラとダブル世界の大冒険だニャン!（2016年、製作）
- 心が叫びたがってるんだ。（2015年、製作代表）

### OVA
- 東京大学物語（2004年、企画）

### 実写映画
- ジュブナイル（2000年、企画）
- ALWAYS 三丁目の夕日（2005年、Co.プロデューサー）
- ALWAYS 続・三丁目の夕日（2007年、Co.プロデューサー）
- あさひるばん（2013年、企画）
- 杉原千畝 スギハラチウネ（2015年、製作）
- 信長協奏曲（2016年、製作）
- あやしい彼女（2016年、製作）
- アイアムアヒーロー（2016年、共同製作）
- 世界から猫が消えたなら（2016年、共同製作）
- 土竜の唄 香港狂騒曲（2016年、製作）
- 相棒 -劇場版IV- 首都クライシス 人質は50万人! 特命係 最後の決断（2017年、製作）
- 兄に愛されすぎて困ってます（2017年、製作）
- 追憶（2017年、共同製作）
- 一礼して、キス（2017年、製作）
- 恋は雨上がりのように（2018年、共同製作）
- ホットギミック（2019年、製作）
- 見えない目撃者（2019年、製作）
- 劇場版 ひみつ×戦士 ファントミラージュ!  〜映画になってちょーだいします〜（2020年、企画）
- 鳩の撃退法（2021年、製作）

### 実写バラエティ
- おはスタ（1997年 - 、企画）
- ポケモン☆サンデー（2004年-2010年、企画）
- ポケモンスマッシュ!（2010年-2011年、企画）
- OHA OHA アニキ（2016年-2018年、企画）

### ゲーム
- イナズマイレブンシリーズ
  - イナズマイレブン（2008年、クロスメディアコーディネート）
  - イナズマイレブン2 脅威の侵略者 ファイア/ブリザード（2009年、クロスメディアコーディネート）
  - イナズマイレブン3 世界への挑戦!! スパーク/ボンバー/ジ・オーガ（2010年、クロスメディアコーディネート）
  - イナズマイレブンGO シャイン／ダーク（2011年、クロスメディアコーディネート）
  - イナズマイレブンGO2 クロノ・ストーン ネップウ／ライメイ（2012年、クロスメディアコーディネート）
  - イナズマイレブンGO ギャラクシー ビッグバン／スーパーノヴァ（2013年、クロスメディアコーディネート）
- 妖怪ウォッチシリーズ
  - 妖怪ウォッチ（2013年、クロスメディアコーディネート）
  - 妖怪ウォッチ2 元祖/本家/真打（2014年、クロスメディアコーディネート）
  - 妖怪ウォッチバスターズ（2015年、スーパーバイザー）
  - 妖怪ウォッチ3 スシ/テンプラ（2016年、スーパーバイザー）

### その他
- みんなのうた「とのさまガエル」（2004年、エグゼクティブ・プロデューサー）[22]

## 書籍・論文等

### 著書
- ポケモン・ストーリー（畠山けんじ共著、日経BP社・角川文庫）
- 踊るコンテンツビジネスの未来（畠山けんじ共著、小学館）

### 論文
- 「デジタルシュリンクのメカニズムに関する考察」（日本知財学会誌第7巻第3号）2011年[23]。
- 「特集 デジタル時代のコンテンツ産業の現状について」（IPマネジメントレビュー、知的財産管理技能士センター機関誌2012-03、知的財産教育協会） 2012年[24]。
- 「デジタル・トライアンギュレーションに関する一考察 : コンテンツの価値測定における新しい視点 (日本知財学会創立10周年記念特集)」（ 日本知財学会誌９巻1号）2012年[23]。
- 「歴史の分岐点を迎える日本のコンテンツ産業」（日本知財学会誌第12巻第2号）2015年[23]。
- 「WEB3.0がもたらすデジタル・イクスパンジョンのさらなる成長」（日本知財学会誌第19巻第3号）2023年[25]。

### エッセイ
- ネット上の海賊版サイトに翻弄された平成時代のコンテンツ産業（コピライト、著作権情報センター）2019年2月1日[26]

## 報道・インタビュー関係
- 「総務省『放送・配信コンテンツ産業戦略検討チーム』小学館ミュージックの久保社長が海外販促案_1シーズン番組数を増加＿シーズン1/2同時制作_ジャンルは『制服』『動物』『化け物』『推理』」映像新聞令和7年5月5日（月曜日）
- 「ライツビジネス見聞記!(Vol.8)ヒットを育てる名プロデューサーの頭の中」久保雅一, 友利昴 発明 = The invention 119巻8号 2022年。
- 「高知にはアニメのネタたくさん」　ポケモン仕掛け人、久保雅一さんインタビュー　高知新聞社　2022年11月10日[27]
- 「特集　編集とはなにか。１２／１４　久保雅一さん　プロデュース☓編集」ほぼ日刊イトイ新聞2021年10月25日[28]
- "From Pokémon to ‘Ninja Hattori’"Livemint ,Shubham Ladha(2019)　[29]
- 「特集 小学館 5月21日付役員人事の核心＿二つの大ヒット作を生んだプロデュース力」出版人・広告人　2015年7月。
- 「テレビゲームの父、任天堂・山内溥氏を悼む-享年85歳。顔を持った個性的な経営者がまた1人、鬼籍に-」東洋経済 ONLINE 山田 雄大 : 東洋経済 記者 ／ 筑紫 祐二 : 『会社四季報 業界地図』編集長 ／ 山田 俊浩 : 東洋経済オンライン前編集長(2013年)[30]
- 「著作権問題はカネ次第？　YouTubeや2次創作を考える」ITmedia,岡田有花（2007年）[31]